# Persone di nome Nicolae
| Questa pagina contiene informazioni ricavate automaticamente dalle voci biografiche con l'ausilio del template Bio e di un bot. L'aggiornamento è periodico e automatico e ricostruisce completamente la pagina. Se manca una persona in questa lista, sei pregato di non aggiungerla, ma accertati piuttosto che la sua voce biografica contenga il template Bio e che i dati anagrafici siano correttamente compilati. Se il template Bio manca, inseriscilo tu stesso o, in alternativa, metti l'avviso {{tmp\|Bio}} che ne segnala la mancanza. Se i dati riportati sono sbagliati, correggi direttamente la voce biografica; le modifiche saranno visibili in questa lista entro pochi giorni. Per chiarimenti vedi il progetto antroponimi. La lista contiene solo le 68 persone che sono citate nell'enciclopedia e per le quali è stato implementato correttamente il template Bio. Pagina aggiornata al 16 ott 2024. |

Questa è una lista di persone presenti nell'enciclopedia che hanno il prenome Nicolae, suddivise per attività principale.

## Allenatori di calcio(3)
- Nicolae Constantin, allenatore di calcio e ex calciatore rumeno (Filipeștii de Târg, n. 1973)
- Nicolae Dică, allenatore di calcio e ex calciatore rumeno (Pitești, n. 1980)
- Nicolae Dobrin, allenatore di calcio e calciatore rumeno (Pitești, n. 1947 - Pitești, † 2007)

## Arbitri di calcio(1)
- Nicolae Rainea, arbitro di calcio rumeno (Brăila, n. 1933 - Bucarest, † 2015)

## Bobbisti(1)
- Nicolae Neagoe, bobbista rumeno (Sinaia, n. 1941 - † 2023)

## Calciatori(18)
- Nicolae Bonciocat, calciatore rumeno (Cluj-Napoca, n. 1898 - † 1967)
- Nicolae Calancea, ex calciatore moldavo (Chișinău, n. 1986)
- Nicolae Carnat, calciatore rumeno (Alba Iulia, n. 1998)
- Nicolae Grigore, ex calciatore rumeno (Buftea, n. 1983)
- Nicolae Josan, ex calciatore moldavo (Rezina, n. 1983)
- Nicolae Lupescu, calciatore rumeno (Bucarest, n. 1940 - Bucarest, † 2017)
- Nicolae Milinceanu, calciatore moldavo (Chișinău, n. 1992)
- Nicolae Mitea, ex calciatore romeno (Bucarest, n. 1985)
- Nicolae Mușat, ex calciatore rumeno (Bucarest, n. 1986)
- Nicolae Negrilă, ex calciatore rumeno (Gighera, n. 1954)
- Nicolae Oaidă, ex calciatore rumeno (Bod, n. 1933)
- Nicolae Orlovschi, ex calciatore moldavo (Moldavia, n. 1985)
- Nicolae Pescaru, calciatore rumeno (Breaza, n. 1943 - † 2019)
- Nicolae Păun, calciatore rumeno (Caracal, n. 1999)
- Nicolae Simatoc, calciatore e allenatore di calcio romeno (Grimăncăuți, n. 1920 - Sydney, † 1978)
- Nicolae Stanciu, calciatore rumeno (Cricău, n. 1993)
- Nicolae Ungureanu, ex calciatore rumeno (Craiova, n. 1956)
- Nicolae Zamfir, ex calciatore rumeno (Urzicuța, n. 1967)

## Canoisti(1)
- Nicolae Juravschi, ex canoista sovietico (n. 1964)

## Canottieri(1)
- Nicolae Țaga, ex canottiere rumeno (Avrămeşti, n. 1967)

## Cantanti(1)
- Nicolae Guță, cantante rumeno (Aninoasa, n. 1967)

## Cestisti(2)
- Nae Bădulescu, cestista e pallamanista rumeno (n. 1923)
- Nicolae Viciu, cestista rumeno (Târgu Mureș, n. 1939 - Târgu Mureș, † 2014)

## Chimici(1)
- Nicolae Teclu, chimico e architetto rumeno (Brașov, n. 1839 - Vienna, † 1916)

## Compositori(1)
- Nicolae Covaci, compositore, cantante e chitarrista rumeno (Timișoara, n. 1947 - Timișoara, † 2024)

## Diplomatici(1)
- Nicolae Titulescu, diplomatico e politico romeno (Craiova, n. 1882 - Cannes, † 1941)

## Generali(3)
- Nicolae Ciucă, generale e politico rumeno (Plenița, n. 1967)
- Nicolae Ciupercă, generale e politico rumeno (Râmnicu Sărat, n. 1882 - Bucarest, † 1950)
- Nicolae Militaru, generale e politico rumeno (Bălești, n. 1925 - Bucarest, † 1996)

## Ingegneri(1)
- Nicolae Vasilescu-Karpen, ingegnere rumeno (Craiova, n. 1870 - Bucarest, † 1964)

## Latinisti(1)
- Nicolae Herescu, latinista, traduttore e poeta romeno (Turnu Severin, n. 1906 - Zurigo, † 1961)

## Letterati(1)
- Nicolae Milescu, letterato e diplomatico moldavo (Vaslui, n. 1636 - Mosca, † 1708)

## Lottatori(1)
- Nicolae Martinescu, lottatore rumeno (Vișani, n. 1940 - Bucarest, † 2013)

## Medici(1)
- Nicolae Paulescu, medico e politico rumeno (Bucarest, n. 1869 - Bucarest, † 1931)

## Nuotatori(2)
- Nicolae Butacu, ex nuotatore rumeno (Bucarest, n. 1974)
- Nicolae Ivan, ex nuotatore rumeno (Costanza, n. 1975)

## Pallamanisti(1)
- Nicolae Munteanu, ex pallamanista rumeno (Brașov, n. 1951)

## Pallanuotisti(1)
- Nicolae Firoiu, ex pallanuotista e allenatore di pallanuoto rumeno (Bucarest, n. 1939)

## Pallavolisti(1)
- Nicolae Sotir, pallavolista e allenatore di pallavolo rumeno (Ploiești, n. 1916 - Bucarest, † 1991)

## Pittori(2)
- Nicolae Grigorescu, pittore rumeno (Pitaru, n. 1838 - Câmpina, † 1907)
- Nicolae Tonitza, pittore, giornalista e critico d'arte rumeno (Bârlad, n. 1886 - Bucarest, † 1940)

## Poeti(2)
- Nicolae Dabija, poeta, scrittore e politico moldavo (Codreni, n. 1948 - Chișinău, † 2021)
- Nicolae Labiș, poeta rumeno (Mălini, n. 1935 - Bucarest, † 1956)

## Politici(12)
- Nicolae Bănicioiu, politico rumeno (Râmnicu Vâlcea, n. 1979)
- Nicolae Ceaușescu, politico e militare rumeno (Scornicești, n. 1918 - Târgoviște, † 1989)
- Nicolae Crețulescu, politico e medico rumeno (Bucarest, n. 1812 - Leordeni, † 1900)
- Nicolae Filipescu, politico romeno (Bucarest, n. 1862 - Bucarest, † 1916)
- Nicolae Goldberger, politico rumeno (Someș-Odorhei, n. 1904 - Vienna, † 1970)
- Nicolae Golescu, politico rumeno (Câmpulung, n. 1810 - Bucarest, † 1870)
- Nicu Popescu, politico moldavo (Chișinău, n. 1981)
- Nicolae Robu, politico rumeno (Bocsig, n. 1955)
- Nicolae Rădescu, politico e generale rumeno (Călimănești, n. 1874 - New York, † 1953)
- Nicolae Timofti, politico e giurista moldavo (Ciutulești, n. 1948)
- Nicolae Văcăroiu, politico e economista romeno (Cetatea Albă, n. 1943)
- Nicolae Ștefănuță, politico rumeno (Rășinari, n. 1982)

## Principi(1)
- Nicolae Alexandru, principe († 1364)

## Pugili(1)
- Nicolae Linca, pugile rumeno (Cergău Mare, n. 1929 - Feisa, † 2008)

## Rivoluzionari(1)
- Nicolae Bălcescu, rivoluzionario rumeno (Bucarest, n. 1819 - Palermo, † 1852)

## Saltatori con gli sci(1)
- Nicolae Sorin Mitrofan, saltatore con gli sci rumeno (n. 1999)

## Schermidori(1)
- Nicolae Caranfil, schermidore, ingegnere e politico rumeno (Galați, n. 1893 - Forest Hills, † 1978)

## Scrittori(1)
- Nicolae Davidescu, scrittore rumeno (Bucarest, n. 1888 - Bucarest, † 1954)

## Storici(1)
- Nicolae Iorga, storico, politico e museologo rumeno (Botoșani, n. 1871 - Strejnic, † 1940)

## Senza attività specificata(1)
- Nicolae Papuc, ex pentatleta rumeno (Trivalea-Moșteni, n. 1973)